# Sovon Vogelonderzoek Nederland
Sovon Vogelonderzoek Nederland (kurz: Sovon, engl. Name: Dutch Centre for Field Ornithology, deutsch also etwa: Niederländisches Zentrum für Feldornithologie) ist eine niederländische gemeinnützige Organisation mit dem Hauptziel des Monitorings von  Vorkommen, Verbreitung und Bestandsentwicklung niederländischer Vögel. Ihr Sitz ist in Nijmegen. Sovon registriert die Zu- und Abnahme von Vogelpopulationen und untersucht die ihnen zugrundeliegenden Ursachen. Die Resultate der Monitoringprogramme von Sovon (zusammen mit denen gemeinnütziger Organisationen, die ähnliche Fragestellungen für Pflanzen bzw. andere Tiergruppen verfolgen) bilden die Grundlage für die Naturschutzpolitik in den Niederlanden und finden in einer Vielzahl von Einsatzbereichen Anwendung.
Kernaktivitäten sind die Koordination von Vogelzählungen, die Datenanalyse und die Publikation der Ergebnisse. Rund 8000 freiwillige Beobachter formen die Achse der Organisation und liefern Daten für zahlreiche Monitoringprogramme wie beispielsweise die landesweite Brutvogelkartierung, Wasservogelzählungen oder die Zählungen an Schlafplätzen. Weiters zählt Sovon fast 4000 Mitglieder, die größtenteils auch Beobachter sind. Im Büro von Sovon arbeiten ca. 65 angestellte Mitarbeiter. 1979 veröffentlichte Sovon den ersten Atlas über Brutvögel der Niederlande.
1987, 2002 und 2018 folgten drei weitere Atlanten nach.
Die Forschungsabteilung von Sovon wird von Julia Stahl geleitet.